# 魔女たちの22時
『魔女たちの22時』（まじょたちのにじゅうにじ）は、2009年4月21日から2011年3月22日まで毎週火曜日の22:00 - 22:54（JST）に日本テレビで放送されたバラエティ番組・ドキュメンタリー番組である。ハイビジョン制作、文字多重放送。

## 概要
2009年3月10日まで火曜19時台に放送されていた『おネエ★MANS』の実質的な後継番組である。1973年4月から始まった『火曜劇場』以来、『火曜サスペンス劇場』、『DRAMA COMPLEX』、『火曜ドラマゴールド』、『火曜ドラマ』と続いた火曜22時台のドラマ枠が当番組をもって36年ぶりにバラエティ枠に変わった。キャッチコピーは“魔女、求ム。”。
世界中から年齢、恋愛、職業、お金、美容、メイク、料理、健康、アンチエイジング、ファッション、趣味、子育てなどあらゆるテーマにおいて驚きのギャップを持つ女性（通称“魔女”）または男性（通称“魔王”）をスタジオに迎え、出演陣と共に、いかにして「魔女」「魔王」が生まれたかを探っていく（性同一性障害によるカミングアウトも含む）。番組ホームページで「魔女」「魔王」を募集し、スタジオ出演者には最高10万円、推薦者には2万円がそれぞれ贈られた。
登場する魔女・魔王は番組開始当初は主に一般人が多かったが、後期では現役または活動再開直前のタレントの比率が高くなった。
また、視聴率は12%前後を推移しており、時間帯トップになることも多かった。最高視聴率は2009年8月4日2時間スペシャル放送分の17.5%。
字幕放送は実施しているが、『しゃべくり007』や『天才!志村どうぶつ園』同様回によってはリアルタイム字幕放送実施になることもある。通常の字幕では黄色の字幕が山口、水色の字幕は久本、緑色の字幕は高田である。
2010年4月6日の2時間スペシャルよりレターボックス放送に変更。
2010年6月8日に生放送で『24時間テレビ33』のチャリティーマラソンランナーがはるな愛に決定したことが発表された。
2011年3月15日放送分は、放送途中に静岡県東部地震が発生したため、急遽22:37で打ち切り、『NNN報道特別番組』を放送した。しかし、日本テレビに抗議電話が殺到した。なお、この日の放送分は、後日関東ローカルで再放送したため、日本テレビ以外の同時ネット局では、22:37以降の内容は放送されなかった。
2011年3月22日の2時間スペシャルをもって番組終了。後番組は『スター☆ドラフト会議』。なお、MCの山口は後継番組の『幸せ!ボンビーガール』に引き続き出演し、2018年4月までMCを務めていた。

## 出演者
●は『おネエ★MANS』から引き続き出演 

### MC
- 山口達也（当時TOKIO）● ※進行役
- 久本雅美
- 高田純次

### スペシャリスト集団
- アンミカ（オリエンタルビューティーのスペシャリスト）
- IKKO（美容のスペシャリスト）●
- 植松晃士（ファッションのスペシャリスト）●
- 小椋ケンイチ（メイクアップのスペシャリスト）
- 杉本彩（恋愛のスペシャリスト）
- 中野あおい（美容施術のスペシャリスト）
- 益若つばさ（100億円の経済効果を生むスペシャリスト）
- はるな愛（自称スペシャリスト）●[注 1]

#### スペシャリスト以外の出演
- 賀来千香子（女優）
- 牧瀬里穂（-）
- 北斗晶（元女子プロレスラー、タレント、実業家）

### 過去の出演者
- 太田光代（女性起業家のスペシャリスト）
- 岡江美希（美肌のスペシャリスト）
- 直居由美里（億万長者作りのスペシャリスト）
- 辻希美（カリスマママドルのスペシャリスト）[注 2]

### 有名人魔女、魔王
女優、モデル、歌手などの有名人が魔女または魔王として出演した（50音順）。
- 哀川翔
- 青木隆治
- 秋川リサ・麻里也（親子）
- 麻丘めぐみ
- 芦川よしみ
- 有馬隼人（元TBSアナウンサー、現アメリカンフットボール選手）
- 飯田圭織（元モーニング娘。、VTRに安倍なつみが出演）
- 生稲晃子（元おニャン子クラブ）
- 岩崎恭子
- 梅田直樹（当時益若つばさの夫）
- 影木栄貴（DAIGOの姉）
- 江口ともみ（夫のつまみ枝豆も出演）
- エド・はるみ
- 大沢逸美
- 大場久美子
- 岡田敦子（元フリーアナウンサー、現キックボクサー）
- 忍足亜希子
- 金田朋子
- 小原正子（クワバタオハラ）
- 小林幸子
- 小森純
- 佐藤かよ
- さとう珠緒
- サヘル・ローズ
- 鮫島友希
- ♥さゆり（かつみ♥さゆり）
- 沢田富美子
- 清水よし子（ピンクの電話）
- ジュディ・オング
- 白石まるみ・守永真彩（親子）
- ジャガー横田
- 村主千香（村主章枝の妹）
- 鈴木美潮
- 関根友実（元朝日放送アナウンサー、現フリーアナウンサー）
- 芹洋子
- Sophia（JOYの姉）
- 高樹澪
- たかの友梨
- だいたひかる
- ツートン青木
- てんちむ
- 洞口依子
- トニ－田中
- 中村よし江
- 奈美悦子
- にしおかすみこ
- 原志保（モデル、フリーアナウンサーの原志保とは別人）
- はるな愛
- 広海・深海
- 藤原紀香
- 比企理恵
- 肥後千暁（ダチョウ倶楽部・肥後克広の娘）
- 久本雅美
- ブル中野（元女子プロレスラー）
- 北斗晶
- まぁこ
- 松原のぶえ
- MALIA
- 丸岡いずみ（日本テレビ報道局所属）
- misono
- 三原じゅん子
- 村治佳織
- 山口美江
- 山崎静代（南海キャンディーズ）
- 雪野智世（元テレビ朝日アナウンサー）
- より子
- LiLiCo
- ルビー・モレノ
- レイザーラモンHG・住谷杏奈（夫婦）

## スタッフ
- 企画・演出：清水星人（以前は、総合演出）
- 構成：山田美保子、桝本壮志、町山広美、勝栄、市川榮里
- ナレーション：三村ロンド、金子奈緒、秀島史香
- TM：古川誠一
- SW：村上和正
- CAM：小林豊
- MIX：中山貴晴
- AUD：鈴木謙介、依田正和、木本文子
- VE：菅谷典彦
- LD：山内圭
- モニター：小内一豊
- 技術協力：ヌーベルバーグ、日放、NiTRo、池田屋
- 美術プロデューサー：中原晃一、松浦清美
- 美術デザイナー：道勧英樹
- 装置：矢口幸一
- 装飾：高橋吉彦
- 電飾：柏木淳
- 美術協力：日本テレビアート
- リサーチ：フォーミュレーション
- メイク：田島加奈子
- 編集：若宮慎也（スタジオヴェルト）
- MA：大竹誠司（スタジオヴェルト）
- 編集協力：麻布プラザ
- TK：井崎綾子
- CG：キャニットG
- 広報：柳沢典子
- 編成：中村圭吾
- デスク：濱村吏加
- 制作進行：大木紀子、安田友里、平山美由紀、三浦佳憲、花田好昭、猪瀬修代
- メイク・スタイリスト：田村俊人、水島裕作、尾花けい子、東野邦子、嶋岡隆、木田智子、林達朗、松本晃幸、国府田圭、藤岡ちせ、田有伊、新園格紫、粟野多美子
- 音効：吉田比呂樹（M-TANK）
- ディレクター：舟澤謙二、杉岡士朗、鈴木豊人、三浦正樹、中野裕子、田辺昌邦／奥田隆英、松田由紀子、小早川憲一、小田清仁、倉田敬之、宮辺智泰、仲澤勉、高宮聡子、内田誠司、岡本映子、深坂崇夫、中島孝志
- プロデューサー：長谷川賢一、藤井則子、日向野明、進藤紘孝、熊田靖士
- 制作協力：モスキート、ZION
- 制作チーフ：徳永清孝（以前は、演出）
- プロデューサー：瀬戸口正克（以前は、編成）、環真吾
- チーフプロデューサー：中村英明
- 製作著作：日本テレビ

### 過去のスタッフ
- 編成：松隈美和
- プロデューサー：松本浩明

## ネット局
| 放送対象地域   | 放送局                              | 系列                          | 放送曜日・時間     |
| -------------- | ----------------------------------- | ----------------------------- | ------------------ |
| 関東広域圏     | 日本テレビ 『魔女たちの22時』制作局 | 日本テレビ系列                | 火曜 22:00 - 22:54 |
| 北海道         | 札幌テレビ                          | 日本テレビ系列                | 火曜 22:00 - 22:54 |
| 青森県         | 青森放送                            | 日本テレビ系列                | 火曜 22:00 - 22:54 |
| 岩手県         | テレビ岩手                          | 日本テレビ系列                | 火曜 22:00 - 22:54 |
| 宮城県         | ミヤギテレビ                        | 日本テレビ系列                | 火曜 22:00 - 22:54 |
| 秋田県         | 秋田放送                            | 日本テレビ系列                | 火曜 22:00 - 22:54 |
| 山形県         | 山形放送                            | 日本テレビ系列                | 火曜 22:00 - 22:54 |
| 福島県         | 福島中央テレビ                      | 日本テレビ系列                | 火曜 22:00 - 22:54 |
| 山梨県         | 山梨放送                            | 日本テレビ系列                | 火曜 22:00 - 22:54 |
| 新潟県         | テレビ新潟                          | 日本テレビ系列                | 火曜 22:00 - 22:54 |
| 長野県         | テレビ信州                          | 日本テレビ系列                | 火曜 22:00 - 22:54 |
| 静岡県         | 静岡第一テレビ                      | 日本テレビ系列                | 火曜 22:00 - 22:54 |
| 富山県         | 北日本放送                          | 日本テレビ系列                | 火曜 22:00 - 22:54 |
| 石川県         | テレビ金沢                          | 日本テレビ系列                | 火曜 22:00 - 22:54 |
| 福井県         | 福井放送                            | 日本テレビ系列 テレビ朝日系列 | 火曜 22:00 - 22:54 |
| 中京広域圏     | 中京テレビ                          | 日本テレビ系列                | 火曜 22:00 - 22:54 |
| 近畿広域圏     | 読売テレビ                          | 日本テレビ系列                | 火曜 22:00 - 22:54 |
| 鳥取県・島根県 | 日本海テレビ                        | 日本テレビ系列                | 火曜 22:00 - 22:54 |
| 広島県         | 広島テレビ                          | 日本テレビ系列                | 火曜 22:00 - 22:54 |
| 山口県         | 山口放送                            | 日本テレビ系列                | 火曜 22:00 - 22:54 |
| 徳島県         | 四国放送                            | 日本テレビ系列                | 火曜 22:00 - 22:54 |
| 香川県・岡山県 | 西日本放送                          | 日本テレビ系列                | 火曜 22:00 - 22:54 |
| 愛媛県         | 南海放送                            | 日本テレビ系列                | 火曜 22:00 - 22:54 |
| 高知県         | 高知放送                            | 日本テレビ系列                | 火曜 22:00 - 22:54 |
| 福岡県         | 福岡放送                            | 日本テレビ系列                | 火曜 22:00 - 22:54 |
| 長崎県         | 長崎国際テレビ                      | 日本テレビ系列                | 火曜 22:00 - 22:54 |
| 熊本県         | くまもと県民テレビ                  | 日本テレビ系列                | 火曜 22:00 - 22:54 |
| 鹿児島県       | 鹿児島読売テレビ                    | 日本テレビ系列                | 火曜 22:00 - 22:54 |
| 大分県         | テレビ大分                          | 日本テレビ系列 フジテレビ系列 | 月曜 16:53 - 17:53 |
| 沖縄県         | 琉球放送                            | TBS系列                       | 木曜 15:55 - 16:53 |